# Chevrolet Blazer
O Blazer é um utilitário esportivo fabricado pela Chevrolet, baseado na picape S10.

## No Brasil
No Brasil, começou a ser fabricada a 2ª geração da Blazer como 1ª em 1995 para substituir a Chevrolet Veraneio. Foi fabricada com motor de 4 cilindros 2.2 EFI, de 106 cv, onde havia no sistema apenas 1 bico injetor, que anos mais tarde seria substituído pelo sistema MPFI com 4 bicos injetores, que gerariam 113 cv. No final de 1995, dois novos motores, um 4 cilindros 2.5 turbodiesel de 95 cv e o 4.3 V6 Sfi, de 180 cv. Em 1998, a primeira versão 4x4, com o motor 2.5, começa a ser vendida.
Em 1997 é lançada a luxuosa versão Executive, com o motor 4.3 V6. Em 2000, o motor 2.5 turbodiesel é substituído por um 2.8 turbodiesel de 132 cv. Em 2001, a primeira reestilização: nova frente e novas lanternas traseiras.
Nesse mesmo ano, o motor 2.2 dá lugar a um 2.4 de 128 cv. Em 2002, mantém-se os motores 2.4, 2.8 TD e 4.3 V6 e é lançada a versão DTi 2.8 TD 4x2. Em 2003, passa a ser vendida somente nas versões DLX e Executive, com os mesmos motores de 2002. Em 2004, sai de linha o saudoso motor 4.3 Sfi V6. Em 2005, recebe alguns retoques de estilo e ganha um motor 2.8 TD eletrônico. Em 2007, são lançadas as versões Colina e Advantage e mantém-se a Executive, mantendo também o motor 2.8 TD eletrônico e ganha um motor 2.4 Flex.
Em 2008, tem uma pequena reestilização, mas mantém os motores. Em 2009, perde as versões a diesel e fica com a versão única Advantage com o motor 2.4 Flex 4x2. Até Junho de 2012 era vendida em duas configurações: básica (para frotistas) e completa, ambas com o motor 2.4 Flex de 141cv (gasolina) e 147cv (etanol).

### Anos e modificações
- 1995 - É lançada a Blazer, derivada da S10, inicia-se nas versões Standard e DLX, na única opção de motor à gasolina de quatro cilindros, o 2.2 EFI.[4]
- 1996 - A linha passa a contar com dois novos motores, o quatro cilindros 2.5 Maxion Turbo Diesel de 95 cavalos e o 4.3 V6 Gasolina de 180 cavalos disponível apenas na versão DLX, que tem como opcional o câmbio automático.
- 1997 - É lançada a Blazer DLX Executive 4.3 V6 Gasolina 4x2 (bancos de couro personalizados e itens externos dourados). Em outubro, chega as lojas a linha 98, e as modificações baseiam-se no motor à gasolina de quatro cilindros, que de EFI, torna-se 2.2 MPFI.
- 1998 - Em julho, inicia-se a opção de tração 4x4, nos motores 2.5 Maxion Turbo Diesel e 4.3 V6 Gasolina. Fim da Blazer DLX com motor à gasolina de quatro cilindros 2.2, esse motor passa a ser oferecido apenas na versão Standard.
- 1999 - Mudanças estéticas comuns em toda linha S10.
- 2000 - Fim do motor 2.5 Maxion Turbo Diesel em virtude da chegada do motor 2.8 MWM Turbo Intercooler Diesel de 132 cavalos, e no motor a diesel só há a opção 4x4. Último ano dos modelos 4.3 V6 Gasolina com tração 4x4.
- 2000 - Em dezembro é realizada a grande mudança em toda linha S10 e Blazer (linha 2001). Por esse motivo também é reavaliada a estratégia de vendas da Blazer assim como suas versões, o motor à gasolina de quatro cilindros, passa de 2.2 MPFI ja de 4 bicos injetores (113 cavalos) para 2.4 (128 cavalos), apenas na versão Standard, e a versão DLX 2.8 Turbo Diesel 4x4, assume o posto de "top", já que as versões 4.3 V6 Gasolina 4x2, são temporariamente, deixadas em "stand by".[5]
- 2001 - Mudanças estéticas na parte frontal (modelo Pitbull) e em alguns itens internos, como comandos de ventilação. Em abril o motor 4.3 V6 Gasolina 4x2, volta em cena nas versões DLX e Executive, há também a opção de transmissão automática.
- 2002 - É lançada a Blazer TDi 2.8 Turbo Diesel 4x2, como série especial. O motor 4.3 V6 Gasolina 4x2, de 180 cavalos passa para 192 cavalos devido à adoção de um novo sistema de injeção de combustível (o sistema de bicos injetores "aranha" - de certo modo relativamente problemático - foi substituído pelo sistema "flauta", padrão nos demais modelos do fabricante e bem mais durável) e a Blazer Executive é a sua única dona. Reavaliando a estratégia de vendas a divisão passa a ser a seguinte, Blazer Standard 2.4 Gasolina 4x2, Blazer TDi 2.8 Turbo Diesel 4x2, Blazer DLX 2.8 Turbo Diesel 4x4 e a Blazer Executive 4.3 V6 Gasolina 4x2 Automática.
- 2003 - São realizadas pequenas mudanças estéticas, como no desenho das rodas, nos faróis (que passam a ter o indicador de seta cristal - antes âmbar) e novos emblemas adesivos. As versões continuam sendo as mesmas de 2002, com exceção da Blazer TDi.
- 2004 - A linha 2004, lançada em outubro revela grandes surpresas ao consumidor, como o fim do saudoso motor 4.3 V6 Gasolina 4x2, de transmissão automática. Trecho retirado da revista Quatro Rodas de novembro de 2003, "A Standard será a única opção à gasolina sempre com motor 2.4. A partir dela pode-se montar o pacote DLX, as versões seis cilindros saem de linha junto com as Blazer automáticas, e na família a diesel só haverá opção 4x4, única que pode receber o pacote de acabamento Executive". O painel perdeu o voltímetro e o manômetro em virtude de custos.
- 2005 - Em setembro é lançada a linha 2005 nos seguintes motores e versões, 2.4 Gasolina 4x2 (Colina, Advantage e Tornado) e 2.8 Turbo Diesel 4x4 (Colina e Executive).
- 2006 - O motor a diesel passa a ter o sistema de injeção direta "common rail", e passa de 132 cavalos para 140 cavalos. As versões continuam as mesmas de 2005, com exceção da Blazer Tornado.
- 2007 - Poucas mudanças, basicamente modificações mecânicas, como a adoção do sistema Flexpower bicombustível (álcool e gasolina) nos motores 2.4.
- 2008 - É realizada mudanças estéticas em julho, para a linha 2009, as versões continuam inalteradas.
- 2009 - A Chevrolet reavalia a estratégia de vendas da Blazer para a linha 2010, basicamente baixar os preços de venda do modelo e eliminar versões caras, que competiam com a nova Chevrolet Captiva, ou seja, na mesma faixa de preços, mas não na mesma proposta, versões estas que não venderam o esperado, portanto, as versões a diesel saíram de linha junto com as Blazer 4x4. Ademais, A única opção da linha Blazer passou a ser o motor de grande êxito da linha Chevrolet o 2.4 Flexpower.
- 2011 - Sofreu leves mudanças para dar um ar mais esportivo, como por exemplo a entrada de ar que esta na parte superior do capo. Saiu de linha em dezembro de 2011.
- 2012 - Os estoques se esgotaram em Junho. É lançada no Brasil a terceira geração, chamada de Chevrolet TrailBlazer seguindo os mesmos passos da nova geração da picape média Chevrolet S10.

## Galeria de fotos

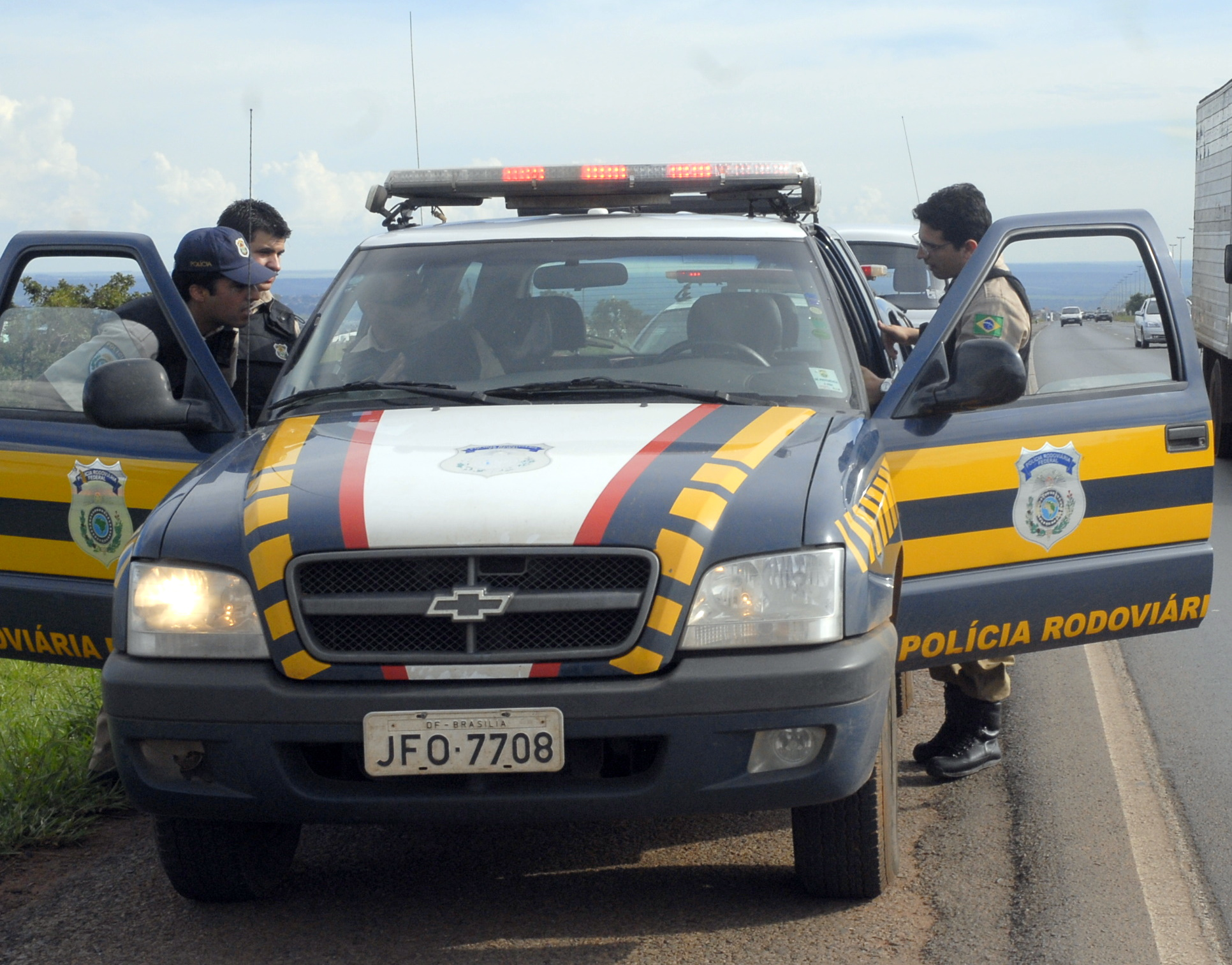
Blazer Polícia Rodoviária Federal
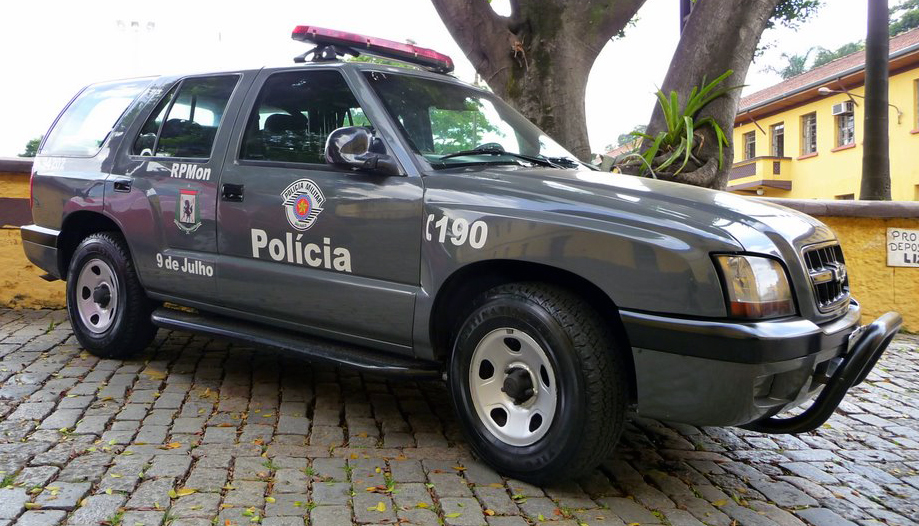
Blazer - PMSP
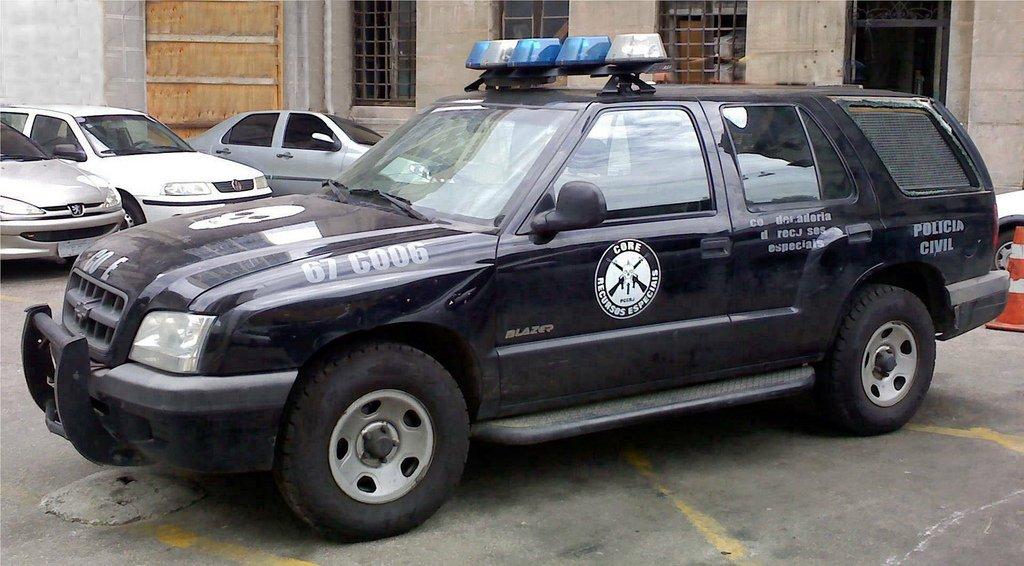
CORE PCERJ
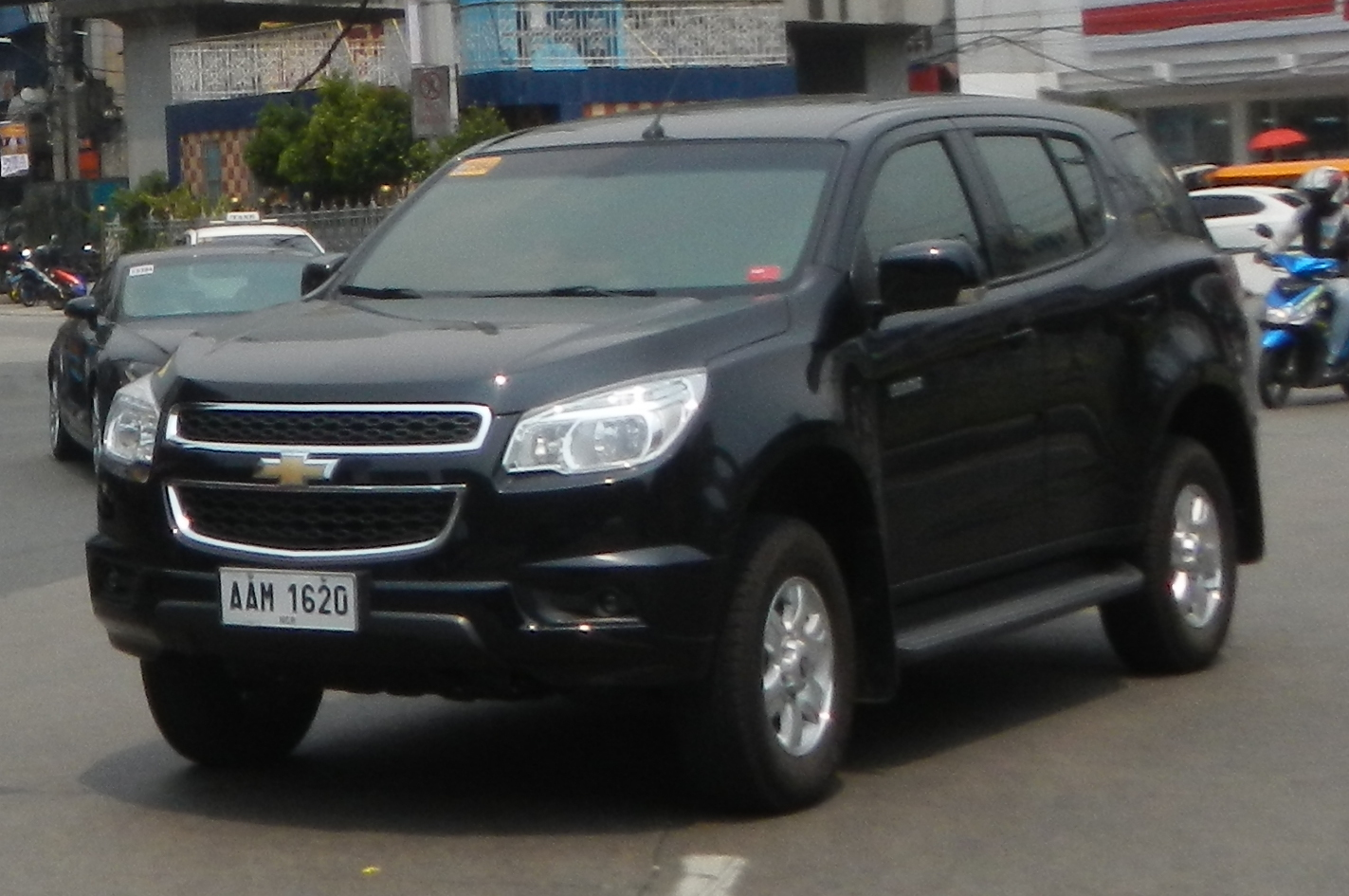
Chevrolet TrailBlazer, seu sucessor no Brasil
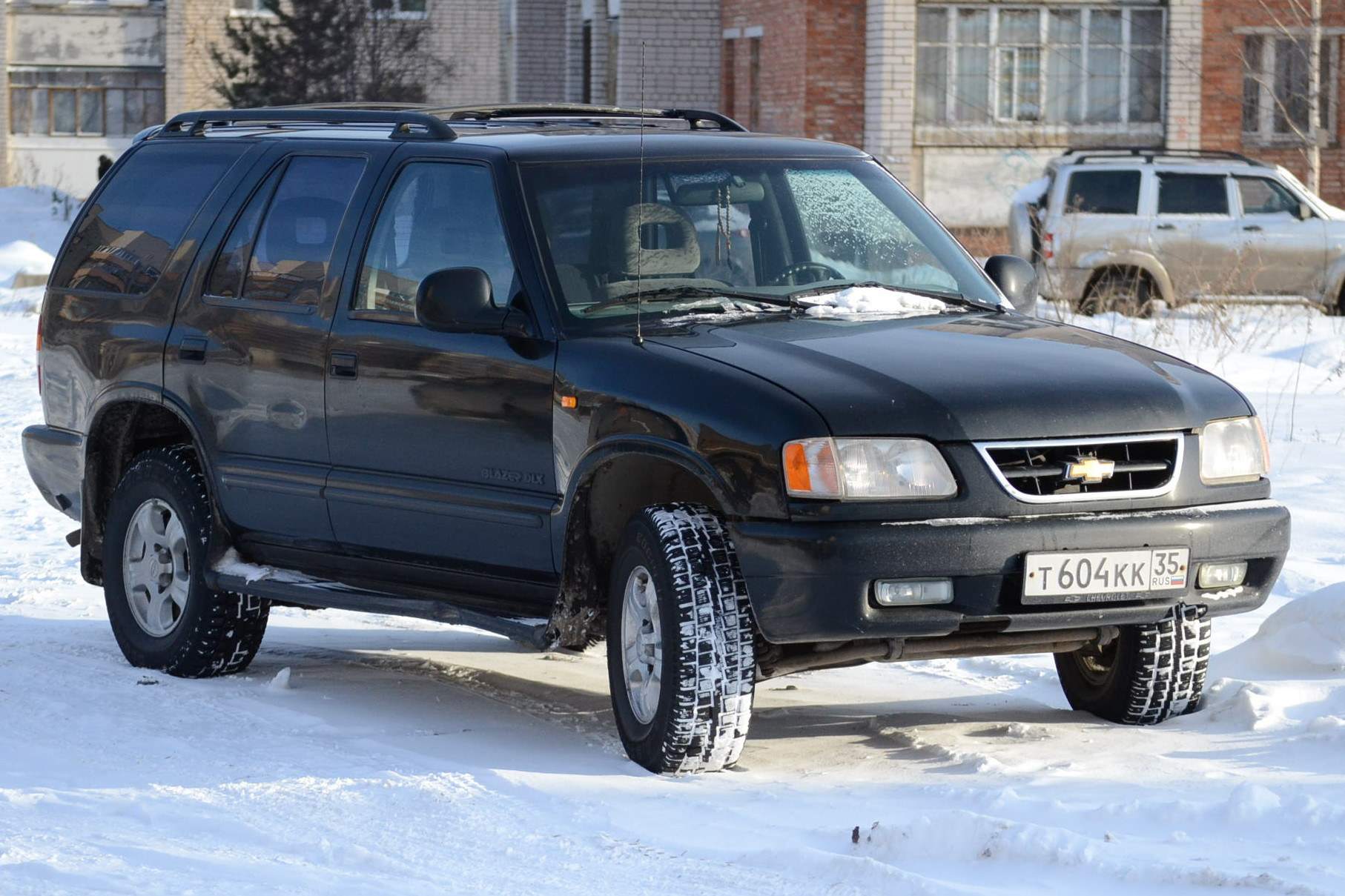
Chevrolet Blazer russo
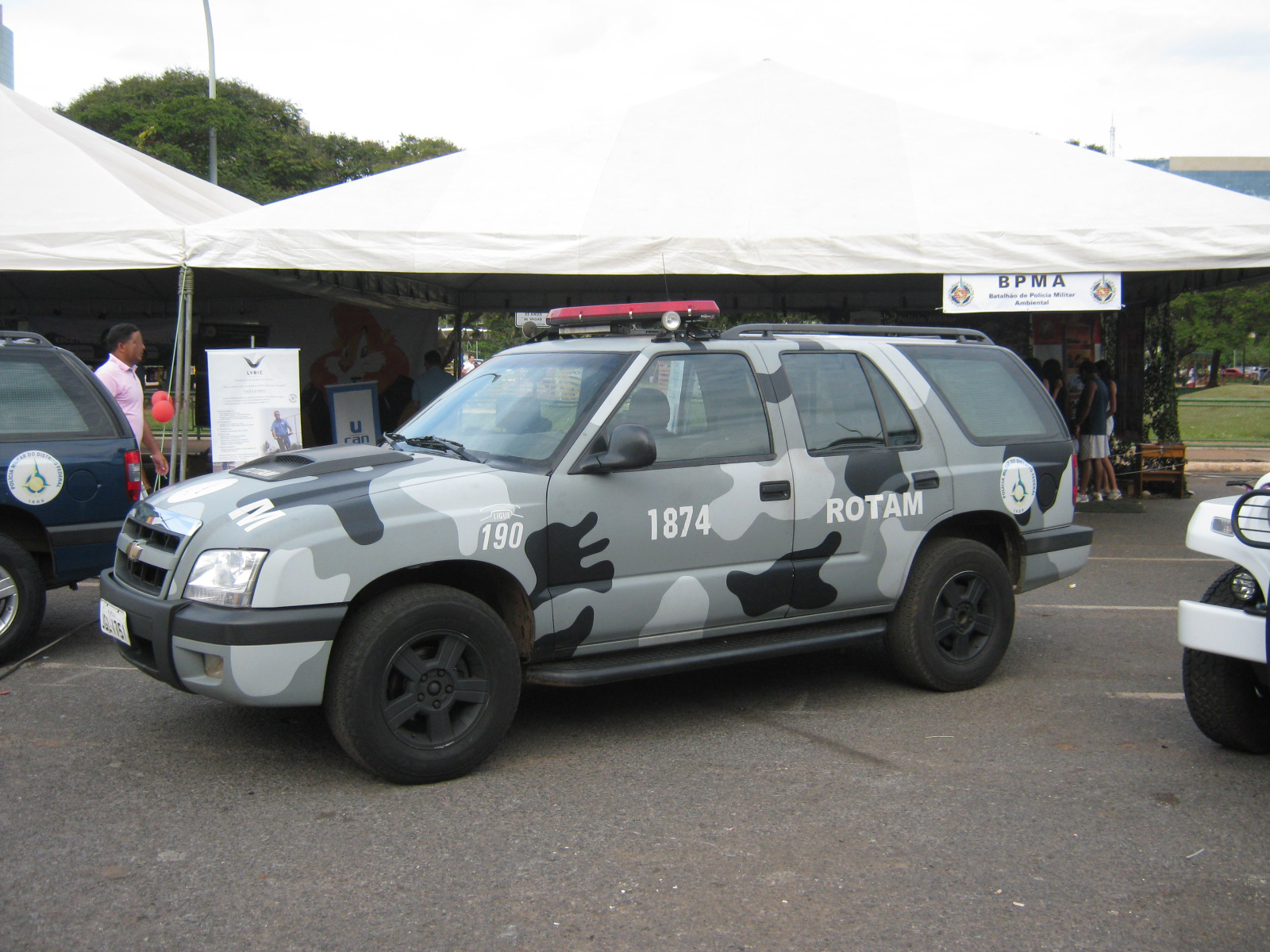
Blazer com facelift da polícia